# Rotling
Rotling är en kategori av tyska viner som framställs av en blandning av blå och gröna druvsorter, det vill säga en blandning av "rödvinsdruvor" och "vitvinsdruvor". Blandningen av druvor jäses tillsammans och ger ett vin av samma färg som ett rosévin. Dock betecknas en Rotling ej som ett rosévin i Tyskland, då ett rosévin skall vara framställt enbart av blå druvsorter. 
Beteckningen Rotling kan användas i alla tyska vinregioner, och därutöver finns två regionala varianter av Rotling med egna namn: Badisch Rotgold och Schillerwein. För att använda dessa regionala beteckningar måste vinet vara klassificerat som Qualitätswein bestimmter Anbaugebiete (QbA) eller Prädikatswein.

## Badisch Rotgold
Badisch Rotgold är en Rotling från vinregionen Baden och måste framställas av druvsorterna Spätburgunder (Pinot Noir) och Grauburgunder (Pinot Gris). Andelen Grauburgunder måste vara högre än andelen Spätburgunder.

## Schillerwein
Schillerwein är en Rotling från vinregionen Württemberg. Det finns inga restriktioner om vilka druvsorter som får ingå i ett Schillerwein.